# Nivelul secret
Nivelul secret (Secret Level) este un serial de animație (pentru adulți)⁠(d) de antologie⁠(d) de aventuri științifico-fantastic din 2024 creat de Tim Miller⁠(d) pentru Amazon Prime Video. Este produs de Blur Studio⁠(d) împreună cu Amazon MGM Studios. Dave Wilson este producător executiv și este regizor de animație supervizor. Conține cincisprezece episoade/povești care au loc în lumile diferitelor jocuri video populare. În roluri de voce interpretează actorii Arnold Schwarzenegger, Patrick Schwarzenegger, Kevin Hart, Laura Bailey, Heaven Hart, Keanu Reeves, Gabriel Luna, Ariana Greenblatt, Adewale Akinnuoye-Agbaje, Michael Beach, Emily Swallow și Claudia Doumit.
Serialul a fost comandat de Amazon în august 2024 și a fost dezvăluit pentru prima dată la Gamescom în acea lună. Primele opt episoade au fost lansate în întreaga lume la 10 decembrie 2024, iar restul de șapte episoade au fost lansate în întreaga lume la 17 decembrie 2024. Episodul Pac-Man a servit ca o promovare a viitorului joc video, Shadow Labyrinth. În decembrie 2024, serialul a fost reînnoit pentru un al doilea sezon.

## Premisă
Serialul este format din cincisprezece povestiri animate, de sine stătătoare, bazate pe următoarele jocuri video și francize:
| Franciză                         | Deținători legali              |
| Partea 1                         | Partea 1                       |
| -------------------------------- | ------------------------------ |
| Armored Core                     | FromSoftware                   |
| CrossFire                        | Smilegate⁠(d)                   |
| Dungeons & Dragons               | Wizards of the Coast           |
| New World: Aeternum⁠(d)           | Amazon Games⁠(d)                |
| Pac-Man⁠(d)                       | Bandai Namco Entertainment⁠(d)  |
| Sifu⁠(d)                          | Sloclap                        |
| Unreal Tournament                | Epic Games                     |
| Warhammer 40.000: Space Marine 2 | Games Workshop⁠(d)              |
| Partea a 2-a                     |                                |
| Concord⁠(d)                       | Sony Interactive Entertainment |
| Exodus                           | Archetype Entertainment⁠(d)     |
| Honor of Kings⁠(d)                | TiMi Studio Group⁠(d)           |
| Mega Man⁠(d)                      | Capcom                         |
| PlayStation⁠(d)                   | Sony Interactive Entertainment |
| Spelunky⁠(d)                      | Mossmouth, LLC                 |
| The Outer Worlds 2               | Obsidian Entertainment         |

## Episoade
| Nr. | Titlu                                            | Regizat de                                                | Scris de                                                                   | Studio de animație studio           | Data lansării     | Cod de producție |
| --- | ------------------------------------------------ | --------------------------------------------------------- | -------------------------------------------------------------------------- | ----------------------------------- | ----------------- | ---------------- |
| 1 | „Temnițe și dragoni: Leagănul reginei”           | Maxime Luère, Léon Bérelle, Dominique Boidin, Rémi Kozyra | K. D. Davila și Levin Menekse Poveste de: Brooke Bolander⁠(d)               | Unit Image (din Franța)             | 10 decembrie 2024 | #ATRI 104        |
| Solon aude în interior o voce dominantă și este salvat de o bandă de aventurieri: Mora, Tally, Luzum și Ahokal. Mora îl duce într-o peșteră la un dragon, Oriel, în timp ce o armată se apropie de cetate. Oriel absoarbe vocea din Solon, în timp ce ceilalți trei înving armata. Oriel este distrus de voce și moare când Tiamat iese din corpul său. Cei patru războinici fac echipă cu Solon, care acum are puteri sfinte, pentru a se lupta cu Tiamat. Distribuție: Noah Manzoor ca Solon, Madeleine Knight ca Mora, Laura Wohlwend ca Tally, Delroy Atkinson⁠(d) ca Luzum, Umulisa Gahiga ca Ahokal, Paul Ridley ca Oriel, Rita Estevanovich și Tracy Wiles⁠(d) ca Tiamat⁠(d) |                                                  |                                                           |                                                                            |                                     |                   |                  |
| 2 | „Sifu⁠(d): Este nevoie de o viață”                | László Ruska                                              | Rich Larson Poveste de: Rich Larson                                        | Digic Pictures⁠(d) (din Ungaria)     | 10 decembrie 2024 | #ATRI 108        |
| Un tânăr, MC, vorbește cu un vânzător ambulant înainte de a-l vedea pe Sean intrând în Club, unul dintre oamenii care i-au ucis tatăl și l-au ucis. Personajul principal intră în Club căutându-l pe Sean și se luptă cu mai mulți oameni. Unii dintre ei reușesc să-l omoare, totuși personajul principal are capacitatea de a reveni la viață cu prețul vârstei sale. Până când reușește Sean să se răzbune, a îmbătrânit dincolo de a fi recunoscut ca Sean. Personajul principal se întoarce la vânzătorul ambulant, probabil după ce l-a ucis pe Sean după mai multe încercări, după cum arată vârsta sa foarte înaintată. Vânzătorul crede inițial că este bunicul personajului principal înainte de a realiza că este de fapt MC. Distribuție: Parry Shen⁠(d) ca MC (tânăr), Ping Wu⁠(d) ca MC (bătrân), Lydia Look ca Li, Nelson Lee⁠(d) ca Sean, Feodor Chin⁠(d) ca Thug, Rae Lim ca MC (copil). |                                                  |                                                           |                                                                            |                                     |                   |                  |
| 3 | „Lumea nouă: Regele, cel de odinioară și viitor” | Maxime Luère, Léon Bérelle, Dominique Boidin, Rémi Kozyra | Scenariu de: J. T. Petty⁠(d) și Philip Gelatt⁠(d)                            | Unit Image (din Franța)             | 10 decembrie 2024 | #ATRI 118        |
| Regele Aelstrom și armata sa navighează spre insula Aeternum pentru a o cuceri, totuși nava lor este distrusă într-o furtună, fără a lăsa supraviețuitori, cu excepția lui Aelstrom și a consilierului său Scaevola, căruia îi lipsește un braț. Își dau seama că nu pot să părăsească insula și nici să moară. Aelstrom îl provoacă pe conducătorul insulei, regele Zima, de mai multe ori pentru tron, pierzând de fiecare dată. Când Scaevola îi spune că a fost un rege teribil și că supușii săi au pierdut intenționat duelurile cu regele, Aelstrom îl abandonează și, după ce obține o armură și arme magice, îl provoacă din nou pe Zima, doar pentru a fi învins din nou. Plictisit de eforturile lui Aelstrom de a-l răsturna de la putere, Zima îi înmânează pur și simplu coroana sa (avea un cufăr plin de coroane). Aelstrom fuge s-o poarte, doar pentru a realiza că este singur. Îi cere ajutorul unui comerciant local de pe plajă pentru a învăța fierărie. După o perioadă, Aelstrom se împacă cu Scaevola, după ce i-a făurit din coroană un braț protetic. Distribuție: Arnold Schwarzenegger ca Regele Aelstrom, Steven Pacey⁠(d) ca Scaevola, Gabriel Luna⁠(d) ca Regele Zimah, Arazou ca Urda, Dana Haqjoo ca ajutorul lui Zimah, Carlo Rota⁠(d) ca Vrăjitor. |                                                  |                                                           |                                                                            |                                     |                   |                  |
| 4 | „Campionat ireal: Xan”                           | Franck Balson                                             | Justin Rhodes                                                              | Blur Studio⁠(d) (din Statele Unite)  | 10 decembrie 2024 | #ATRI 102        |
| Distribuție: Elodie Yung ca The Gamemaster, Gideon Emery⁠(d) ca Necris Captain, Mitch Eakins ca Dean, Chris Payne Gilbert⁠(d) ca Parker, Carlin James ca Liandri Technician, Fred Tatasciore ca Arena Announcer |                                                  |                                                           |                                                                            |                                     |                   |                  |
| 5 | „Warhammer 40.000: Și nu vor cunoaște frica”     | Dave Wilson                                               | J. T. Petty și Justin Rhodes                                               | Blur Studio (din Statele Unite)     | 10 decembrie 2024 | #ATRI 101        |
| Distribuție: Adewale Akinnuoye-Agbaje ca Bladeguard Sergeant Metaurus, Clive Standen⁠(d) ca Lieutenant Titus, Ben Plessala ca Young Titus, Mark Sheppard ca Astropath and Ultramarines Orbital Command, Alexa Kahn ca Sorcerer of Tzeentch |                                                  |                                                           |                                                                            |                                     |                   |                  |
| 6 | „PAC-MAN⁠(d): Cercul”                             | Victor Maldonado & Alfredo Torres                         | Scenariu de: J. T. Petty                                                   | Illusorium (din Spania)             | 10 decembrie 2024 | #ATRI 115        |
| Distribuție: Emily Swallow⁠(d) ca Puck⁠(d), Aleks Le ca Swordsman ("The Chosen") |                                                  |                                                           |                                                                            |                                     |                   |                  |
| 7 | „Foc încrucișat: Conflict bun”                   | Damian Nenow                                              | Philip Gelatt Poveste de: Russ Linton                                      | Platige Image⁠(d) (din Polonia)      | 10 decembrie 2024 | #ATRI 112        |
| Distribuție: Ricky Whittle este Cross, Claudia Doumit⁠(d) ca Layla, Samuel Roukin⁠(d) ca Fitz, Matt Peters⁠(d) ca Mahler, Jessica Camacho⁠(d) este Cabrera, Jake Matthews ca Mason, Aidan Bristow ca Jeffrey, Alex Jai ca Unaffiliated Mercenary Driver & Global Risk Operator, Piotr Michael⁠(d) ca Global Risk Sniper |                                                  |                                                           |                                                                            |                                     |                   |                  |
| 8 | „Robot Blindat: Managementul activelor”          | Dave Wilson                                               | Scenariu de: J. T. Petty Poveste de: Peter Watts⁠(d)                        | Digic Pictures (din Ungaria)        | 10 decembrie 2024 | #ATRI 117        |
| Distribuție: Keanu Reeves ca Pilot, Erin Yvette⁠(d) ca Vocea, Temuera Morrison⁠(d) ca Old Salt, Patrick Schwarzenegger ca The Kid, Steve Blum⁠(d) ca Dispatch and Mechanic |                                                  |                                                           |                                                                            |                                     |                   |                  |
| 9 | „Lumile exterioare Cui îi ținem companie”        | Bengt-Anton Runsten                                       | Scenariu de: Heather Anne Campbell Poveste de: Siobhan Carroll             | Goodbye Kansas Studios (din Suedia) | 17 decembrie 2024 | #ATRI 111        |
| Distribuție: Brenock O'Connor ca Amos, Raffey Cassidy ca Felicity Karo, Fenella Woolgar ca Dr. Langdon, Nicholas A. Newman ca Street Advisor, Joanne Henry ca Interviewer, Jamie Treacher ca Chairman Courtright |                                                  |                                                           |                                                                            |                                     |                   |                  |
| 10 | „Mega Man: Start”                                | Alex Beaty                                                | Jeff Juhasz                                                                | Illusorium (din Spania)             | 17 decembrie 2024 | #ATRI 107        |
| Distribuție: Alkaio Thiele ca Rock, Rick Overton ca Dr. Light, Bridget Oberlin ca News Anchor 1, Brad Abrell ca News Anchor 2 |                                                  |                                                           |                                                                            |                                     |                   |                  |
| 11 | „Exodul: Odiseea”                                | Alex Beaty                                                | Tim Miller                                                                 | Blur Studio (din Statele Unite)     | 17 decembrie 2024 |                  |
| Distribuție: Nikko Austin Smith ca Mari Hanson, Michael Beach ca Nik Hanson, Lily Cowles ca Kara Voss, Christopher Sean ca Rafael Sabatine, Courtenay Taylor ca Thadie Voss, Paul Nakauchi ca Luca Sabatine |                                                  |                                                           |                                                                            |                                     |                   |                  |
| 12 | „Speologie: Scor”                                | Emily Dean                                                | Scenariu de: Tamsyn Muir Poveste de: Tamsyn Muir                           | Illusorium (din Spania)             | 17 decembrie 2024 |                  |
| Distribuție: Ariana Greenblatt ca Ana Spelunky, Merle Dandridge ca Liz Mutton |                                                  |                                                           |                                                                            |                                     |                   |                  |
| 13 | „Concord: Povestea Implacabilului”               | Patrick Osborne                                           | Scenariu de: J. T. Petty and Christian Taylor Poveste de: Rachael K. Jones | Axis Studios (din Scoția)           | 17 decembrie 2024 |                  |
| Distribuție: Leah Harvey - Cassidy Taimak, Arthur Lee - Kai, Max Rinehart ca Julius, Dimitri Abold ca Rade, Rachel Handshaw ca Sladie, Laura Bailey ca Smokes, Louis Martin - Callosian Officer, Derek Phillips ca Lennox, Kerry Gutierrez ca Spitz, Darin De Paul ca Bartender / Narrator, Clay Savage ca Guild Security Officer 1, William Calvert ca Guild Security Officer 2 |                                                  |                                                           |                                                                            |                                     |                   |                  |
| 14 | „Onoarea regilor: Calea tuturor lucrurilor”      | Csaba Vicze                                               | Scenariu de: J. T. Petty Poveste de: S. L. Huang                           | Digic Pictures (din Ungaria)        | 17 decembrie 2024 |                  |
| Distribuție: Aleks Le ca Yi Xing, Nelson Lee ca Tiangong, Victor Chao ca Mad Beggar, Joy Osmanski ca Yi Xing's Mother, Lee Shorten ca Yi Xing's Father |                                                  |                                                           |                                                                            |                                     |                   |                  |
| 15 | „Joacă: Împlinire”                               | Istvan Zorkoczy                                           | Scenariu de: J. T. Petty Poveste de: Rich Larson                           | Digic Pictures (din Ungaria)        | 17 decembrie 2024 |                  |
| Distribuție: Heaven Hart ca O, Kevin Hart ca Buddibot, Jonny Cruz ca Johnny, Christopher Judge ca Kratos, Andrew Morgado ca Helldiver, Fred Tatasciore ca Helldiver, Mara Junot ca Helldiver |                                                  |                                                           |                                                                            |                                     |                   |                  |